# سرو طبلی
سرو طبلی (نام علمی: Taxodium mucronatum) نام یک گونه از سرده دارتالاب است.